# Vukašin Poleksić
Vukašin Radomir Poleksić (Nikšić, 1982. augusztus 30. –) montenegrói válogatott labdarúgókapus.

## Mérkőzései a jugoszláv válogatottban
| #  | Dátum          | Ellenfél | Eredmény | Kiírás              | Esemény |
| -- | -------------- | -------- | -------- | ------------------- | ------- |
| 1. | 2002. május 8. | Ecuador  | 0 – 1    | barátságos mérkőzés | 90'     |

## Pályafutása
Vukasin Poleksic pályafutását Niksicben kezdte, ahonnan 2002-ben az US Lecce csapata igazolta le.
2005-ben fél évre visszatért szülővárosába, majd Magyarországra került, ahol az FC Tatabánya és a Debreceni VSC csapatának a kapuját védte.
2002-ben egy meccs erejéig behívót kapott a jugoszláv válogatottba. 
A nagy áttörést azonban Montenegró függetlenedését követően sikerült elérni. A montenegrói válogatott kapuját 36 alkalommal őrizte.
2010. június 24-én az UEFA Fegyelmi Bizottsága első fokon 2012. június 30. napjáig eltiltotta a labdarúgástól és 10 000 euró pénzbüntetéssel sújtotta. Az ítélet indoklása szerint Poleksić két alkalommal is elmulasztotta jelenteni, hogy a DVSC nemzetközi mérkőzése előtt, ismeretlen személyek megpróbálták rábírni a mérkőzés eredményének befolyásolására. A vizsgálat megállapította, hogy bundázás nem valósult meg. Egyetlen egy gólját a Paks ellen 11-ből szerezte.

## Sikerei, díjai
DVSC
- Magyar bajnok: 2009, 2010
- Magyar kupagyőztes: 2010, 2013
- Magyar szuperkupa-győztes: 2009
- Ligakupa-győztes: 2010

Vasas
- Magyar kupa-döntős: 2017

## Edzőként
2019 októberében a Nyíregyháza Spartacus FC-nél lett másodedző.
Majd ezt követően Barca Academy Hungary csapatánál lett utánpótlás kapusedző.